# Elementaal
Een elementaal is een mythisch wezen dat is verbonden met een van de vier elementen uit de oudheid. Elementalen werden allereerst door Paracelsus als werkelijk bestaande wezens opgevat. Ook nu nog geloven sommigen, waaronder heksen en andere aanhangers van natuurreligies in het bestaan van deze wezens. Daarnaast zijn elementalen als fantasiewezens opgenomen in de fantasycultuur.

## Geschiedenis
In grimoires (magische boeken) worden de verschillende geesten die de magiër oproept, als volgt ingedeeld: de geesten van de zeven planeten en de zeven dagen van de week, de uren van de nacht en van de dag, de geesten van de dierenriem en de hoeken van de horoscoop. Sommige ervan zijn goedaardig, andere zijn kwaadaardig. En dan zijn er ook de elementalen.
In de 5e eeuw deelde Proclus de geesten in vijf groepen in. Vier ervan waren verbonden met de elementen vuur, lucht, water en aarde, een vijfde groep leefde ondergronds. In de 11e eeuw voegde Psellus een zesde categorie toe: lucifugum, lichtschuw.
- Vuurgeesten worden door 17e- en 18e-eeuwse auteurs gewoonlijk beschreven als bewoners van de bovenste hemelen, die geen contact hebben met mensen.
- Luchtgeesten zijn woest en gewelddadig; zij haten menselijke wezens, veroorzaken stormen en hebben het vermogen een zichtbaar lichaam te maken uit lucht.
- Watergeesten beschrijven deze auteurs als wreed, gepassioneerd en bedrieglijk, meestal voorkomend in vrouwelijke vorm. Zij zijn verantwoordelijk voor schipbreuken en voor het verdrinken van mensen.
- Aardgeesten leven in de wouden. Sommige gedragen zich vriendelijk tegenover mensen, maar andere zetten vallen uit of laten reizigers verdwalen.
- De ondergrondse geesten zijn ongemeen slecht. Zij vallen mijnwerkers en schatgravers aan, veroorzaken aardbevingen en uitbarstingen, en lokken mensen onder de grond om ze te doden.
- De rusteloze en kwaadaardige lichtschuwende geesten laten zich overdag niet zien en voor de mens blijven zij een mysterie dat hij niet kan begrijpen. Zij achtervolgen mensen die het wagen om 's nachts te reizen, en doden hen.

## Paracelsus

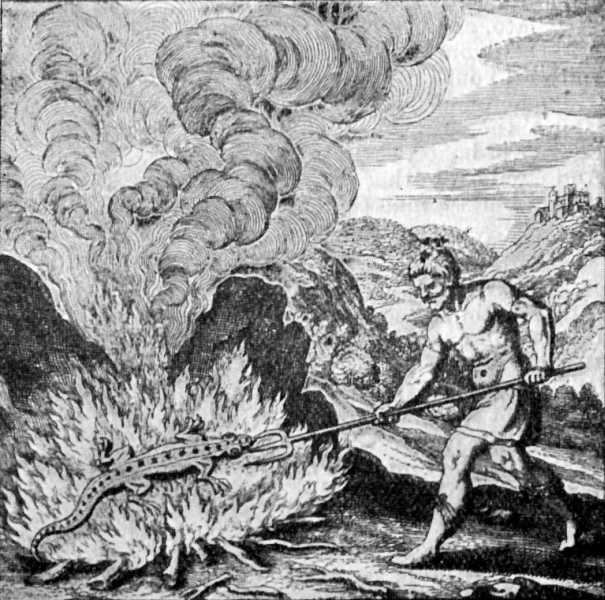
Salamander

Beschrijvingen van dergelijke wezens duiken op in de 16e-eeuwse alchemistische geschriften van Paracelsus, die zich baseert op verschillende veel oudere tradities in mythologie en religie. Ook bij hem zien we het traditionele onderscheid tussen vier types:
- Gnomen of aardelementalen (ook: aardgeesten)
- Ondinen of waterelementalen (ook: watergeesten)
- Sylfen[1]
- Salamanders of vuurelementalen (ook: vuurgeesten)

Paracelsus zag de elementen als in balans met elkaar: water blust vuur, vuur kookt water – aarde bevat lucht, lucht erodeert aarde. Dergelijke ideeën over elementen worden wel de vierelementen- of humeurenleer genoemd.
Hieronder staan de vier elementen met de overeenkomstige elementalen en de aan de elementen verbonden platonische figuren, eigenschappen, dierenriemtekens, windrichtingen, aartsengelen, temperamenten en symbolen.
| Element | Elementaal (Paracelsus) | Figuur (Plato) | Eigenschappen (Aristoteles) | Eigenschappen (Aristoteles) | Dierenriem (Astrologie) | Dierenriem (Astrologie) | Dierenriem (Astrologie) | Windstreek | Aartsengel | Temperament   | Symbool |
| ------- | ----------------------- | -------------- | --------------------------- | --------------------------- | ----------------------- | ----------------------- | ----------------------- | ---------- | ---------- | ------------- | ------- |
| Vuur    | Salamander              | Viervlak       | heet                        | droog                       | Ram                     | Leeuw                   | Boogschutter            | Zuid       | Michael    | Cholerisch    |         |
| Aarde   | Gnoom                   | Kubus          | koud                        | droog                       | Stier                   | Maagd                   | Steenbok                | Noord      | Uriël      | Melancholisch |         |
| Lucht   | Sylphe                  | Octaëder       | heet                        | nat                         | Tweelingen              | Weegschaal              | Waterman                | Oost       | Rafael     | Sanguïnisch   |         |
| Water   | Ondine                  | Icosaëder      | koud                        | nat                         | Kreeft                  | Schorpioen              | Vissen                  | West       | Gabriel    | Flegmatisch   |         |

## Na Paracelsus
Vanuit Paracelsus’ beschrijvingen van de elementalen zijn deze overgenomen in andere tradities, waaronder folklore, esoterie en occultisme (vaak vermeld in grimoires), en op een heel andere manier ten slotte ook in de fantasycultuur.
In zijn De occulta philosophia libri tres schreef ook de 16e-eeuwse Duitse occultist Heinrich Cornelius Agrippa von Nettesheim over vier klassen van geesten die corresponderen met de vier elementen. Hij gaf echter geen namen aan deze klassen zoals Paracelsus had gedaan. Hij gaf wel een uitgebreid overzicht van verschillende mythische wezens van dit type, zonder te vermelden tot welke klasse ze behoorden.
Moderne magisters, zoals Austin Osman Spare (1886-1956) en Aleister Crowley (1875-1947) en de met hen verbonden stromingen als chaosmagie en magick, namen ook de elementalen in hun leer op. Aleister Crowley kende vier leiders der elementalen aan de elementen toe. In modern occultisme is een elementaal een inwoner van een element, een entiteit met een (gedeeltelijk) bewustzijn. Ze kunnen een natuurlijk karakter hebben (de geest van een groep bomen bijvoorbeeld) of gevormd door magiërs of tovenaars om een taak voor hen uit te voeren. Deze taakuitvoerders worden ook wel servitoren  genoemd. In de Magick-school wordt nog een vijfde elementaal onderscheiden, de geest. Ook in de antroposofie is sprake van elementalen. Soms wordt met de term alle aan de natuur verbonden wezens bedoeld.

## Fantasy
In de fantasycultuur, met name in rollen- en computerspellen zoals Dungeons & Dragons, Final Fantasy, Pokémon en Magic: The Gathering, zijn elementalen ook bekende verschijningen. Het idee dat ze vanuit een andere dimensie kunnen worden opgeroepen speelt daarbij een grote rol, en is overgenomen uit het idee van elementalen als servitoren. In de eerste versie van Dungeons & Dragons (jaren ’80) wordt er onderscheid gemaakt tussen zwakke staff elementals, minder zwakke device elementals en sterke summoned elementals, afhankelijk van de manier waarop ze worden opgeroepen (bij de laatste gaat het om een toverspreuk). Ook het idee van Crowleys leiders der elementalen wordt soms overgenomen, zoals wederom in Dungeons & Dragons waar ze archomentals worden genoemd. Ook buiten Dungeons & Dragons is soms sprake van magiërs die zijn gespecialiseerd in elementale magie, zoals de elementalists in rollenspel Dominion Rules. In hun eigen dimensies zijn elementalen volgens Dungeons & Dragons vormeloos – in opgeroepen vorm op aarde nemen ze meestal de vorm van een mens, dier of monster aan.
Uiteraard spelen ook de vier elementen bij deze elementalen een belangrijke rol, hoewel de varianten van elementalen enorm is uitgebreid, zowel binnen de vier elementen als daarbuiten. Zo worden ook ijs, lava, elektriciteit en dergelijke als elementen of combinaties van elementen beschouwd. In navolging van Aleister Crowley wordt ook vaak geest, ofwel bezielende kracht, als element beschouwd. Hiermee wordt een brug geslagen naar wezens als zombies en golems.